# Mario Martinez (politico)
Mario Martinez (Acireale, 4 agosto 1901 – 19 gennaio 1976) è stato un politico italiano.

## Biografia
Avvocato, è stato consigliere comunale ad Acireale per il Partito Socialista Italiano, deputato dell'ARS (rimanendo in carica dal 1955 al 1963) e assessore regionale. 
Nel 1963 viene eletto senatore nella IV legislatura della Repubblica Italiana, nel 1966 confluisce nel PSI-PSDI Unificati; da tale anno è sottosegretario al Ministero della Marina mercantile nel Governo Moro III, restando in carica fino al 1968, quando conclude anche il proprio mandato parlamentare. 
Morì il 19 gennaio 1976, all'età di 74 anni.